# Liste der Einträge im National Register of Historic Places im Grand Forks County

Lage des Grand Forks County in North Dakota

Die Liste der Einträge im National Register of Historic Places im Grand Forks County in North Dakota führt alle Bauwerke und historischen Stätten im Grand Forks County auf, die in das National Register of Historic Places aufgenommen wurden.

## Legende
| NRHP | Historic Place    |
| HD   | Historic District |

## Aktuelle Einträge
| [ 2 ] | Name                                                       | Bild                                                       | Eintragsdatum                                  | Lage | Ort                       | Beschreibung |
| ----- | ---------------------------------------------------------- | ---------------------------------------------------------- | ---------------------------------------------- | --- | ------------------------- | --- |
| 1     | Avalon Theater                                             | Avalon Theater                                             | 1991 ID-Nr. 90002191                           | 210 Towner Avenue 47° 54′ 19″ N, 97° 37′ 25″ W | Larimore                  | 1938 im Art-déco-Stil errichtetes Kino |
| 2     | Harriet and Thomas Beare House                             | Harriet and Thomas Beare House                             | 1995 ID-Nr. 95000469                           | 420 Reeves Drive 47° 55′ 4″ N, 97° 1′ 36″ W | Grand Forks               | 1901 im Queen Anne-Stil errichtetes Wohnhaus der Familie des Immobilienunternehmers Thomas Beare; gilt als Beispiel des Geltungskonsums bürgerlicher Schichten der damaligen Zeit                          |
| 3     | R.S. Blome Granitoid Pavement in Grand Forks               | R.S. Blome Granitoid Pavement in Grand Forks               | 1991 ID-Nr. 91001583                           | Lewis Boulevard südlich der Conklin Avenue und das Gebiet um die Kreuzungen Walnut Street und 3rd Avenue sowie Minnesota Avenue und 5th Street 47° 55′ 27″ N, 97° 1′ 58″ W | Grand Forks               | Historischer Straßenbelag |
| 4     | B'nai Israel Synagogue and Montefiore Cemetery             | B'nai Israel Synagogue and Montefiore Cemetery             | 2011 ID-Nr. 11000745                           | Synagoge: 601 Cottonwood Street Friedhof: 1450 North Columbia Road 47° 56′ 2″ N, 97° 4′ 0″ W                                                                               | Grand Forks               | 1937 im Art déco-Stil errichtete Synagoge und 1888 eingerichteter Friedhof |
| 5     | Building at 201 S. 3rd St.                                 | Building at 201 S. 3rd St.                                 | 1982 ID-Nr. 82001315                           | 201 South 3rd Street 47° 55′ 22,7″ N, 97° 1′ 37,5″ W | Grand Forks               | 1888 errichtetes Geschäftsgebäude; Teil der MPS Downtown Grand Forks |
| 6     | Building at 205 DeMers Ave.                                |                                                            | 1982 ID-Nr. 82001316                           | 205 DeMers Avenue 47° 55′ 32″ N, 97° 1′ 46″ W | Grand Forks               | 1888 errichtetes Geschäftshaus; Teil der MPS Downtown Grand Forks durch die Red-River-Flut 1997 zerstört; seit 2005 zur Streichung aus dem Register vorgesehen                                             |
| 7     | Building at 312 Kittson Ave.                               | Building at 312 Kittson Ave.                               | 1982 ID-Nr. 82001317                           | 312 Kittson Avenue 47° 55′ 27″ N, 97° 1′ 45″ W | Grand Forks               | 1907 errichtetes Geschäftshaus Teil der MPS Downtown Grand Forks |
| 8     | Building at 317 S. 3rd St.                                 |                                                            | 1982 ID-Nr. 82001318                           | 317 South 3rd Street 47° 55′ 21″ N, 97° 1′ 30″ W | Grand Forks               | 1884 errichtetes Geschäftshaus; Teil der MPS Downtown Grand Forks durch die Red-River-Flut 1997; seit 2005 zur Streichung aus dem Register vorgesehen                                                      |
| 9     | Thomas D. Campbell House                                   | Thomas D. Campbell House                                   | 1987 ID-Nr. 87002010                           | 2405 Belmont Road 47° 53′ 47″ N, 97° 1′ 38″ W | Grand Forks               | 1879 im neugotischen Stil errichtetes Farmhaus; heute Museum |
| 10    | George B. Clifford House                                   | George B. Clifford House                                   | 1986 ID-Nr. 86002655                           | 406 Reeves Drive 47° 55′ 6″ N, 97° 1′ 36″ W | Grand Forks               | 1889 im Queen Anne-Stil errichtetes Wohnhaus |
| 11    | Dakota Block                                               | Dakota Block                                               | 1982 ID-Nr. 82001320                           | 21 South 4th Street 47° 55′ 26″ N, 97° 1′ 48″ W | Grand Forks               | 1916 errichtetes Geschäftshaus Teil der MPS Downtown Grand Forks |
| 12    | Joseph Bell DeRemer House                                  | Joseph Bell DeRemer House                                  | 1983 ID-Nr. 83001933                           | 625 Belmont Road 47° 54′ 57″ N, 97° 1′ 42″ W | Grand Forks               | 1906 im Stil des Dutch Colonial Revival errichtetes Wohnhaus |
| 13    | Dinnie Apartments                                          | Dinnie Apartments                                          | 1994 ID-Nr. 94000555                           | 102-108 4th Avenue, South 47° 55′ 7″ N, 97° 1′ 33″ W | Grand Forks               | 1903 im neoklassizistischen Stil errichtetes Gebäude |
| 14    | Downtown Grand Forks Historic District                     | Downtown Grand Forks Historic District                     | 2005 ID-Nr. 05001475                           | Downtown Grand Forks, entlang des Red River of the North 47° 55′ 35″ N, 97° 1′ 51″ W                                                                                       | Grand Forks               | Um das Jahr 1900 errichtetes Geschäftszentrum von Grand Forks; als MPS Downtown Grand Forks in das NRHP eingetragen                                                                                        |
| 15    | Edgar Building                                             | Edgar Building                                             | 1983 ID-Nr. 83001934                           | 314 Kittson Avenue 47° 55′ 27″ N, 97° 1′ 46″ W | Grand Forks               | Von 1890 bis 1906 im Art déco-Stil errichtetes Geschäftshaus; Teil der MPS Downtown Grand Forks |
| 16    | Finks and Gokey Block                                      | Finks and Gokey Block                                      | 1983 ID-Nr. 83001935                           | 414-420 DeMers Avenue 47° 55′ 27″ N, 97° 1′ 55″ W | Grand Forks               | 1881 errichtetes Geschäftshaus; Teil der MPS Downtown Grand Forks |
| 17    | First National Bank                                        | First National Bank                                        | 1982 ID-Nr. 82001323                           | 322 DeMers Avenue 47° 55′ 29″ N, 97° 1′ 52″ W | Grand Forks               | Von 1914 bis 1915 errichtetes Bankgebäude; Teil der MPS Downtown Grand Forks überstand die Red-River-Flut 1997 und das anschließende Großfeuer                                                             |
| 18    | Carlott Funseth Round Barn                                 |                                                            | 1986 ID-Nr. 86002752                           | ND 38 47° 46′ 46″ N, 97° 35′ 56″ W | Kempton                   | 1909 errichtete Rundscheune Teil der MPS North Dakota Round Barns |
| 19    | Grand Forks City Hall                                      | Grand Forks City Hall                                      | 1982 ID-Nr. 82001325                           | 404 North 2nd Avenue 47° 55′ 33″ N, 97° 2′ 3″ W | Grand Forks               | 1911 im Beaux-Arts-Stil errichtetes Rathaus Teil der MPS Downtown Grand Forks |
| 20    | Grand Forks County Courthouse                              | Grand Forks County Courthouse                              | 1980 ID-Nr. 80002913                           | South 5th Street 47° 55′ 22″ N, 97° 1′ 46″ W | Grand Forks               | Von 1913 bis 1914 im Beaux-Arts-Stil von der Architekturfirma Buechner & Orth errichtetes Justiz- und Verwaltungsgebäude des Grand Forks County Teil der MPS Buechner and Orth Courthouses in North Dakota |
| 21    | Grand Forks County Fairgrounds WPA Structures              | Grand Forks County Fairgrounds WPA Structures              | 2009 ID-Nr. 08001262                           | 2300 Gateway Drive 47° 55′ 59,2″ N, 97° 3′ 34,1″ W | Grand Forks               | Zwischen 1936 und 1939 von der Works Progress Administration errichtete Einrichtungen auf dem Festplatz des Grand Forks County                                                                             |
| 22    | Grand Forks Herald                                         | Grand Forks Herald                                         | 1982 ID-Nr. 82001326                           | 120-124 North 4th Street 47° 55′ 33″ N, 97° 1′ 58″ W | Grand Forks               | 1931 im Stil der Moderne errichtete Druck- und Verlagsgebäude des Grand Forks Herald; Teil der MPS Downtown Grand Forks durch die Red-River-Flut 1997 und das anschließende Großfeuer zerstört             |
| 23    | Grand Forks Mercantile Building 1898                       | Grand Forks Mercantile Building 1898                       | 2004 ID-Nr. 04000700                           | 112-118 North 3rd Street 47° 55′ 42″ N, 97° 1′ 56″ W | Grand Forks               | 1898 errichtetes Geschäftsgebäude Teil der MPS Downtown Grand Forks |
| 24    | Grand Forks Mercantile Co.                                 | Grand Forks Mercantile Co.                                 | 1982 ID-Nr. 82001327                           | 124 North 3rd Street 47° 55′ 36″ N, 97° 1′ 56″ W | Grand Forks               | 1893 errichtetes Geschäftsgebäude Teil der MPS Downtown Grand Forks |
| 25    | Grand Forks Near Southside Historic District               | Grand Forks Near Southside Historic District               | 2004 ID-Nr. and 06000533 04000757 and 06000533 | Abgegrenzt durch ND 697, den Red River, die 13th Avenue, die Cottonwood Street sowie 1216 Belmont Road 47° 55′ 3″ N, 97° 1′ 37″ W                                          | Grand Forks               | Gebiet mit Bausubstanz aus dem späten 19. Jahrhundert |
| 26    | Grand Forks Riverside Neighborhood Historic District       | Grand Forks Riverside Neighborhood Historic District       | 2007 ID-Nr. 07000181                           | Nördlich des US 2 47° 56′ 13,8″ N, 97° 2′ 31,5″ W | Grand Forks               | Gebiet mit Bausubstanz aus dem späten 19. Jahrhundert |
| 27    | Grand Forks Woolen Mills                                   | Grand Forks Woolen Mills                                   | 1983 ID-Nr. 83001936                           | 301 North 3rd Street 47° 55′ 38″ N, 97° 2′ 2″ W | Grand Forks               | 1895 errichtetes Geschäftsgebäude Teil der MPS Downtown Grand Forks |
| 28    | Great Northern Freight Warehouse and Depot                 |                                                            | 1990 ID-Nr. 89002031                           | 899 2nd Avenue, North 47° 55′ 15″ N, 97° 2′ 15″ W | Grand Forks               | 1904 errichtetes Lagerhaus der Great Northern Railway |
| 29    | Hook and Ladder No. 1 and Hose Co. No. 2                   | Hook and Ladder No. 1 and Hose Co. No. 2                   | 1982 ID-Nr. 82001328                           | 215 South 4th Street 47° 55′ 21″ N, 97° 1′ 38″ W | Grand Forks               | 1907 errichtetes Geschäftshaus Teil der MPS Downtown Grand Forks |
| 30    | House at 1648 Riverside Drive                              |                                                            | 1994 ID-Nr. 94001074                           | 1648 Riverside Drive 47° 56′ 9″ N, 97° 2′ 11″ W | Grand Forks               | 1883 im Queen Anne-Stil errichtetes Wohnhaus; seit 2005 zur Streichung aus dem Register vorgesehen |
| 31    | Iddings Block                                              | Iddings Block                                              | 1982 ID-Nr. 82001329                           | 9 North 3rd Street 47° 55′ 32″ N, 97° 1′ 52″ W | Grand Forks               | 1892 errichtetes Geschäftshaus Teil der MPS Downtown Grand Forks |
| 32    | The Kegs Drive-In                                          | The Kegs Drive-In                                          | 2011 ID-Nr. 11000603                           | 901 North 5th Street 47° 55′ 48″ N, 97° 2′ 39,6″ W | Grand Forks               | 1935 im Stil der Phantastischen Architektur errichteter Imbiss; 1946 an seinen heutigen Standort verbracht                                                                                                 |
| 33    | J. Nelson Kelly House                                      | J. Nelson Kelly House                                      | 1994 ID-Nr. 94000058                           | 521 South 5th Street 47° 55′ 10″ N, 97° 1′ 28″ W | Grand Forks               | 1897 im Queen Anne-Stil errichtetes Wohnhaus |
| 34    | Larimore City Hall                                         | Larimore City Hall                                         | 1990 ID-Nr. 90000600                           | Block 64, grenzt an Towner Street, 3rd Street, Terry Street und Main Street 47° 54′ 23″ N, 97° 37′ 58″ W                                                                   | Larimore                  | 1890 errichtetes Rathaus |
| 35    | Martin V. Linwell House                                    |                                                            | 1980 ID-Nr. 80002914                           | 316 South Raymond Street 47° 43′ 56″ N, 97° 34′ 5″ W | Northwood                 | 1895 im Queen Anne-Stil errichtetes Wohnhaus |
| 36    | Lyons Garage                                               | Lyons Garage                                               | 1982 ID-Nr. 82001330                           | 214-218 North 4th Street 47° 55′ 35″ N, 97° 2′ 3″ W | Grand Forks               | 1929 im Stil des Tudor Revival errichtete Autowerkstatt Teil der MPS Downtown Grand Forks |
| 37    | Masonic Temple                                             | Masonic Temple                                             | 1982 ID-Nr. 82001331                           | 413-421 Bruce Avenue 47° 55′ 18″ N, 97° 1′ 43″ W | Grand Forks               | 1913 errichteter Freimaurertempel Teil der MPS Downtown Grand Forks |
| 38    | Metropolitan Opera House                                   | Metropolitan Opera House                                   | 1999 ID-Nr. 99001048                           | 116 South 3rd Street 47° 55′ 26″ N, 97° 1′ 41″ W | Grand Forks               | 1890 im Richardsonian-Romanesque-Stil errichtetes Opernhaus nach der Renovierung 2005 bis 2006 für Lofts genutzt                                                                                           |
| 39    | Midway Bridge                                              |                                                            | 1997 ID-Nr. 97000176                           | Rund 6 km östlich des ND 18 48° 7′ 50″ N, 97° 30′ 50″ W | östlich von Inkster       | In den 1920er Jahren errichtete Fachwerkbrücke; Teil der MPS Historic Roadway Bridges of North Dakota |
| 40    | New Hampshire Apartments                                   | New Hampshire Apartments                                   | 1982 ID-Nr. 82001332                           | 105 North 3rd Street 47° 55′ 34″ N, 97° 1′ 55″ W | Grand Forks               | 1904 errichtetes Apartmenthaus Teil der MPS Downtown Grand Forks seit 2005 zur Streichung aus dem Register vorgesehen                                                                                      |
| 41    | North Dakota Mill and Elevator                             | North Dakota Mill and Elevator                             | 1992 ID-Nr. 92000433                           | 1823 Mill Road 47° 56′ 21″ N, 97° 3′ 21″ W | Grand Forks               | 1922 errichtete Getreidemühle, die zu den größten des Landes zählt |
| 42    | Northern Pacific Depot and Freight House                   | Northern Pacific Depot and Freight House                   | 1982 ID-Nr. 82001333                           | 202 North 3rd Street 47° 55′ 37″ N, 97° 1′ 58″ W | Grand Forks               | 1929 errichtetes Bahnhofsgebäude Teil der MPS Downtown Grand Forks |
| 43    | Northwood Bridge                                           |                                                            | 1997 ID-Nr. 97000175                           | Brücke über den Goose River 47° 43′ 3″ N, 97° 36′ 25″ W | südwestlich von Northwood | 1906 errichtete Fachwerkbrücke Teil der MPS Historic Roadway Bridges of North Dakota |
| 44    | Odd Fellows Block                                          | Odd Fellows Block                                          | 1982 ID-Nr. 82001334                           | 23-25 South 4th Street 47° 55′ 26″ N, 97° 1′ 47″ W | Grand Forks               | 1888 errichtetes Versammlungshaus des Independent Order of Odd Fellows Teil der MPS Downtown Grand Forks                                                                                                   |
| 45    | Ost Valle Bridge                                           | Ost Valle Bridge                                           | 1997 ID-Nr. 97000178                           | 8th Avenue, Northeast 47° 47′ 18″ N, 96° 58′ 57″ W | nordöstlich von Thompson  | 1910 errichtete Fachwerkbrücke Teil der MPS Historic Roadway Bridges of North Dakota |
| 46    | Oxford House                                               | Oxford House                                               | 1973 ID-Nr. 73001384                           | Campus der University of North Dakota 47° 55′ 19″ N, 97° 4′ 26″ W | Grand Forks               | 1902 errichtetes Gebäude der University of North Dakota |
| 47    | Roller Office Supply                                       | Roller Office Supply                                       | 1982 ID-Nr. 82001336                           | 7 North 3rd Street 47° 55′ 31″ N, 97° 1′ 51″ W | Grand Forks               | Ende des 19. Jahrhunderts errichtetes Geschäftshaus Teil der MPS Downtown Grand Forks |
| 48    | St. John's Block Commercial Exchange                       | St. John's Block Commercial Exchange                       | 1982 ID-Nr. 82001338                           | 2 North 3rd Street 47° 55′ 32″ N, 97° 1′ 49″ W | Grand Forks               | Von 1890 bis 1891 im Richardsonian Romanesque-Stil errichtetes Geschäftshaus Teil der MPS Downtown Grand Forks                                                                                             |
| 49    | St. Michael's Church                                       | St. Michael's Church                                       | 1988 ID-Nr. 88000983                           | 520 No9rth 6th Street 47° 55′ 37″ N, 97° 2′ 21″ W | Grand Forks               | Von 1908 bis 1909 errichtete Kirche |
| 50    | St. Michael's Hospital and Nurses' Residence               | St. Michael's Hospital and Nurses' Residence               | 1995 ID-Nr. 95000468                           | 813 Lewis Boulevard 47° 55′ 57″ N, 97° 2′ 22″ W | Grand Forks               | Zwischen 1907 und 1913 in zwei Abschnitten errichtetes Krankenhaus |
| 51    | Sorlie Memorial Bridge                                     | Sorlie Memorial Bridge                                     | 1999 ID-Nr. 99000844                           | Östlichster Punkt der Demers Avenue 47° 55′ 37″ N, 97° 1′ 40″ W | Grand Forks               | 1929 errichtete Fachwerkbrücke über den Red River Teil der MPS Historic Roadway Bridges of North Dakota |
| 52    | South Junior High School                                   | South Junior High School                                   | 1999 ID-Nr. 99000274                           | 1224 Walnut Street 47° 54′ 33″ N, 97° 1′ 55″ W | Grand Forks               | 1932 errichtetes Schulgebäude |
| 53    | Speed Printing                                             | Speed Printing                                             | 1982 ID-Nr. 82001337                           | 220 South 3rd Street 47° 55′ 23″ N, 97° 1′ 35″ W | Grand Forks               | 1889 errichtete Druckerei Teil der MPS Downtown Grand Forks |
| 54    | Stratford Building                                         | Stratford Building                                         | 1982 ID-Nr. 82001339                           | 311 DeMers Avenue 47° 55′ 29″ N, 97° 1′ 50″ W | Grand Forks               | 1913 errichtetes Geschäftshaus Teil der MPS Downtown Grand Forks |
| 55    | Telephone Co. Building                                     | Telephone Co. Building                                     | 1982 ID-Nr. 82001340                           | 24 North 4th Street 47° 55′ 31″ N, 97° 1′ 55″ W | Grand Forks               | 1904 errichtetes Geschäftshaus Teil der MPS Downtown Grand Forks |
| 56    | U.S. Post Office and Courthouse                            | U.S. Post Office and Courthouse                            | 1976 ID-Nr. 76001354                           | 102 North 4th Street 47° 55′ 32″ N, 97° 1′ 57″ W | Grand Forks               | 1905 im neoklassizistischen Stil errichtetes Postamt und Bundesgericht für den Gerichtsbezirk North Dakota; im Besitz der General Services Administration befindlich                                       |
| 57    | United Lutheran Church                                     | United Lutheran Church                                     | 1991 ID-Nr. 91001906                           | 324 Chestnut Street 47° 55′ 7″ N, 97° 1′ 49″ W | Grand Forks               | 1931 bis 1932 im Art déco-Stil errichtete Kirche |
| 58    | University of North Dakota Historic District               | University of North Dakota Historic District               | 2010 ID-Nr. 08001233                           | University of North Dakota 47° 55′ 20,8″ N, 97° 4′ 14,2″ W | Grand Forks               | |
| 59    | Viets Hotel                                                |                                                            | 1982 ID-Nr. 82001341                           | 309-311 3rd Street, South 47° 55′ 22″ N, 97° 1′ 30″ W | Grand Forks               | 1876 im Stil des Greek Revival errichtetes Hotel Teil der MPS Downtown Grand Forks durch die Red-River-Flut 1997 zerstört; seit 2005 zur Streichung aus dem Register vorgesehen                            |
| 60    | Washington School                                          | Washington School                                          | 1992 ID-Nr. 92000035                           | 422 North 6th Street 47° 55′ 34″ N, 97° 2′ 18″ W | Grand Forks               | 1907 im neoklassizistischen Stil errichtetes Schulgebäude |
| 61    | Dr. Henry Wheeler House                                    | Dr. Henry Wheeler House                                    | 1986 ID-Nr. 86000166                           | 420 Franklin Street 47° 55′ 13″ N, 97° 1′ 33″ W | Grand Forks               | 1885 im Italianate-Stil errichtetes Wohnhaus |
| 62    | WPA Stone Structures in Memorial Park and Calvary Cemetery | WPA Stone Structures in Memorial Park and Calvary Cemetery | 2010 ID-Nr. 10000424                           | Gateway Drive Ecke North Columbia Road 47° 55′ 59″ N, 97° 4′ 0″ W | Grand Forks               | Von der Works Progress Administration errichtete Parkeinrichtungen |
| 63    | Wright Block                                               | Wright Block                                               | 1982 ID-Nr. 82001342                           | 408-412 DeMers Avenue 47° 55′ 28″ N, 97° 1′ 54″ W | Grand Forks               | 1909 errichtetes Geschäftsgebäude; Teil der MPS Downtown Grand Forks |

## Frühere Einträge
| [ 2 ] | Name                               | Bild | Eintragsdatum        | Lage                                                  | Ort         | Beschreibung |
| ----- | ---------------------------------- | ---- | -------------------- | ----------------------------------------------------- | ----------- | --- |
| 1     | BPOE Lodge: Golden Block           |      | 1991 ID-Nr. 82001314 | 12 North 4th Street 47° 55′ 29,2″ N, 97° 1′ 55,3″ W   | Grand Forks | 1910 errichtetes Geschäftsgebäude; Teil der MPS Downtown Grand Forks durch die Red-River-Flut 1997 zerstört und 2004 aus dem Register gestrichen |
| 2     | Clifford Annex                     |      | 1981 ID-Nr. 82001319 | 407-411 DeMers Avenue 47° 55′ 26,7″ N, 97° 1′ 55,1″ W | Grand Forks | 1906 errichtetes Geschäftsgebäude; Teil der MPS Downtown Grand Forks durch die Red-River-Flut 1997 zerstört und 2004 aus dem Register gestrichen |
| 3     | Dinnie Block                       |      | 1981 ID-Nr. 82001321 | 109 North 3rd Avenue 47° 55′ 27″ N, 97° 1′ 43,1″ W    | Grand Forks | 1907 errichtetes Geschäftshaus; Teil der MPS Downtown Grand Forks durch die Red-River-Flut 1997 zerstört und 2004 aus dem Register gestrichen    |
| 4     | Electric Construction Co. Building |      | 1981 ID-Nr. 82001322 | 16 South 4th Street 47° 55′ 27,5″ N, 97° 1′ 52,7″ W   | Grand Forks | 1908 errichtetes Fabrikgebäude; Teil der MPS Downtown Grand Forks durch die Red-River-Flut 1997 zerstört und 2004 aus dem Register gestrichen    |
| 5     | Flatiron Building                  |      | 1981 ID-Nr. 82001324 | 323 Kittson Avenue 47° 55′ 25,4″ N, 97° 1′ 46,8″ W    | Grand Forks | 1906 errichtete Eisfabrik; Teil der MPS Downtown Grand Forks durch die Red-River-Flut 1997 zerstört und 2004 aus dem Register gestrichen         |
| 6     | Red River Valley Brick Co.         |      | 1981 ID-Nr. 82001335 | 215 South 3rd Street 48° 0′ 13,6″ N, 97° 21′ 34″ W    | Grand Forks | 1909 errichtete Ziegelei; Teil der MPS Downtown Grand Forks durch die Red-River-Flut 1997 zerstört und 2004 aus dem Register gestrichen          |